# Paper Wings
"Paper Wings" é uma canção escrita pela banda norte-americana Rise Against.
É o quarto single do terceiro álbum de estúdio Siren Song of the Counter Culture.